# Copa Governador do Estado do Rio Grande do Sul

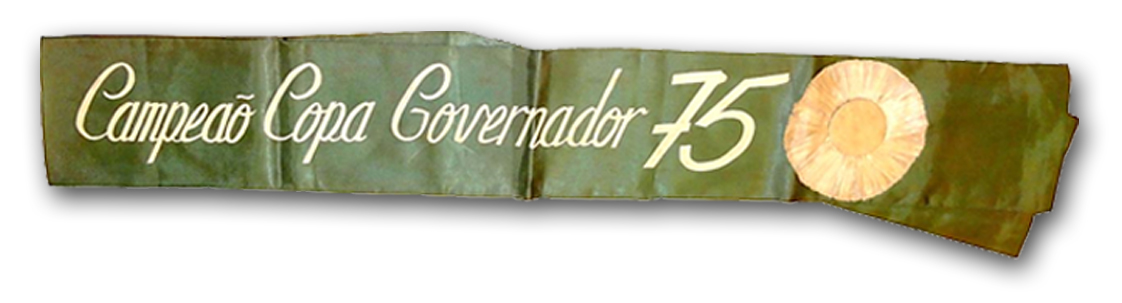
Faixa de Campeão da Copa Governador de 1975 recebida pelos atletas do Esporte Clube Juventude.

A Copa Governador do Estado é uma série de competições de futebol disputadas no Rio Grande do Sul a partir de 1970, criada com o intuito de manter os clubes do interior do Estado em atividade, enquanto a dupla grenal disputava o Campeonato Brasileiro. Tem como maior campeão o Esportivo, com 3 conquistas.
Na primeira edição, intitulada Copa Governador Walter Peracchi Barcellos, em 1970, boa parte dos jogos foram realizados em Porto Alegre, como preliminar para as partidas da dupla da capital gaúcha na competição nacional. Em algumas edições, a Copa Governador do Estado serviu como seletivo para o Campeonato Gaúcho seguinte.
Apesar de ter sido originalmente criada para os times do interior do Rio Grande do Sul, a Copa Governador do Estado contou com a participação da dupla grenal na edição  de 1991.

## Campeões
| Edição | Ano            | Campeão                  | Vice-Campeão      |
| ------ | -------------- | ------------------------ | ----------------- |
| I      | 1970 Detalhes  | Cruzeiro-RS              | Novo Hamburgo     |
| II     | 1971 Detalhes  | São José-RS              | Caxias            |
| III    | 1972 Detalhes  | Brasil de Pelotas        | Caxias            |
| IV     | 1973 Detalhes  | Esportivo                | Caxias            |
| V      | 1974 Detalhes  | Bagé                     | Cachoeira         |
| VI     | 1975 Detalhes  | Juventude                | Caxias            |
| VII    | 1976 Detalhes  | Juventude (2)            | Esportivo         |
| VIII   | 1977 Detalhes  | Esportivo (2)            | Brasil de Pelotas |
| IX     | 1978* Detalhes | Internacional            | Esportivo         |
| X      | 1979 Detalhes  | Inter de Santa Maria     | Estrela           |
| XI     | 1980 Detalhes  | Esportivo (3)            | São Borja         |
| XII    | 1987 Detalhes  | Inter de Santa Maria (2) | Novo Hamburgo     |
| XIII   | 1991 Detalhes  | Internacional (2)        | São Luiz          |

* Em 1978, a Copa Governador do Estado foi a primeira fase do Campeonato Gaúcho da primeira divisão e contou com a participação da dupla Grenal.

## Títulos por clube
| Clube                | Títulos |
| -------------------- | ------- |
| Esportivo            | 3       |
| Inter de Santa Maria | 2       |
| Internacional        | 2       |
| Juventude            | 2       |
| Bagé                 | 1       |
| Brasil de Pelotas    | 1       |
| Cruzeiro-RS          | 1       |
| São José-RS          | 1       |